# Head & Shoulders
Head & Shoulders er et mærke af skælshampoo, der produceres af Procter & Gamble i USA. Produktet blev introduceret første gang i 1961.
Allerede i 1950 begyndte Procter & Gamble at producere anti skælshampoo, og i efter omkring ti års forskning fandt man frem til en opskrift med zinkpyrition som den aktive ingrediens. Den blev introduceret i november 1961 i en blågrøn farve, og der findes i dag ni forskellige typer, og opskriften er ændret så farven i stedet er blå eller hvid.